# Leucania italogallica
Leucania italogallica là một loài bướm đêm trong họ Noctuidae.